# Район Аоба (Сендай)
38°16′06″ пн. ш. 140°52′10″ сх. д. / 38.26833° пн. ш. 140.86944° сх. д.
Райо́н Аоба́ (яп. 青葉区, あおばく, МФА: [a.oba ku̥], «Зеленолистий район») — район міста Сендай префектури Міяґі в Японії. Станом на 1 жовтня 2008 площа району становила 302,28 км². Станом на 1 січня 2009 населення району становило 284 048 осіб.

## Освіта
- Тохокуський університет
- Міяґівський педагогічний університет